# NGM Vanity Evo
Il Vanity Evo è un telefono cellulare dual SIM di fascia media (per prezzo e caratteristiche) prodotto dalla NGM in Cina e venduto in Italia a partire dal 2012. Ha sostituito il precedente modello chiamato Vanity presentato nel 2008.

## Caratteristiche
Il Vanity Evo viene lanciato in Italia nel 2012 e segue la scia del predecessore; a cambiare l'estetica infatti è più piccolo (68 mm in larghezza e 68 mm in altezza) e possiede sempre una carrozzeria di tipo Swivel in due colorazioni bianco o rosa. Nella parte superiore il pulsante è solo uno (erano tre sul precedente modello) dove è stato incastonato lo Swarovski Zirconia, nel retro oltre allo specchio il guscio copribatteria è stato ridisegnato. È un dispositivo dual SIM (DSDS), la connettività UMTS resta assente mentre sono disponibili le connessioni GSM tri-band, EDGE e GPRS. Potenziata la fotocamera posteriore (unica presente) fino a 5 mpx con possibilità di girare video a bassa risoluzione, assente il flash.
Nuova tastiera Qwerty compatta, lo schermo è di tipo LCD a 256.000 colori da 2,4" mentre le icone delmenù interno sono state ridisegnate.  La memoria interna resta di 512 MB con microSD fornita di serie da 2 GB e possibilità di espanderla fino a 32 GB. Oltre alla connessione Bluetooth 3.0 per la trasmissione dati viene introdotto il Wi-Fi che permette di navigare su internet appoggiandosi a reti esterne, inoltre il browser è più rapido e vengono introdotte le funzioni chat eBuddy e la nuova applicazione Facebook Mobile. Il Vanity Evo supporta anche i brani formato MP3 e dispone della funzione SRS surround che era assente sul vecchio Vanity del 2008.
Come sul precedente modello vengono mantenute le funzioni privacy Black List e White List che deviano le chiamate o i messaggi in entrata di alcuni numeri selezionati, oppure la possibilità di bloccare le chiamati provenienti dai numeri non salvati in rubrica e sconosciuti. La funzione Rumori di Fondo riproduce in maniera fittizia durante le chiamate alcune situazioni ambientali.
La batteria agli ioni di litio possiede una capacità di soli 830 mAh di amperaggio, inferiore rispetto alla vecchia versione: si tratta di una lacuna perché le numerosi funzioni e migliorie introdotte col Vanity Evo necessitavano di un accumulatore più potente per garantire la stessa autonomia del precedente modello.